# Striatoppia hammeni
Striatoppia hammeni är en kvalsterart som beskrevs av Sandór Mahunka 1977. Striatoppia hammeni ingår i släktet Striatoppia och familjen Oppiidae. Inga underarter finns listade i Catalogue of Life.